# Lo tuyo y tú
Lo tuyo y tú (en hangul 당신자신과 당신의 것; RR: Dangsinjasingwa dangsinui geot; título internacional: Yourself and Yours) es una película surcoreana de 2016 dirigida por Hong Sang-soo y protagonizada por Kim Joo-hyuk y Lee Yoo-young.

## Sinopsis
Yeong-soo (Kim Joo-hyuk) es un hombre que enfrenta una crisis psicológica y emocional. Su madre está muy enferma y ha dejado de comer, mientras que su condición le hace empezar a pensar en su relación con su novia, Min-jeong (Lee Yoo-young). Mientras sus pensamientos lo llevan a considerar casarse con ella, uno de sus amigos se ríe de él y le cuenta los rumores que la rodean. Según él, Min-jeong ha estado bebiendo con otros hombres y emborrachándose, a pesar de que ella le prometió que contendría sus problemas con el alcohol.
Yeong-soo la confronta sobre los rumores, pero ella los niega, afirmando que se refieren a otra persona. Se produce una pelea entre ellos, que termina con ella dejándolo. Después de eso, las cosas se vuelven un poco surrealistas, ya que varios conocidos anteriores, como el escritor Jae-yeong y el cineasta Sang-won, se encuentran con ella en los bares, pero ella afirma no conocerlos, incluso afirmando que no es Min-jeong, sino su hermana gemela. Además, se embarca en una serie de relaciones con hombres con los que bebe, sin un propósito real. Al mismo tiempo, Yeong-soo vaga por las calles buscándola, pero cuando finalmente la encuentra, su identidad ya está en ruinas.

## Reparto
- Kim Joo-hyuk como Yeong-soo.
- Lee Yoo-young como Min-jeong.
- Kim Eui-sung como Kim Joong-haeng.
- Kwon Hae-hyo como Park Jae-young.[4]
- Yu Jun-sang como Lee Sang-won.
- Bek Hyunjin como Jin-yeong.
- Seo Hyun-jung como Joo-hyeon.
- Gong Min-jeung como So-yeon.

## Producción
Se rodó en diez jornadas en el barrio de Yeonnam-dong, Seúl, desde el 15 de julio hasta el 10 de agosto de 2015. Algunos de los personajes de la película son habitantes del mismo barrio.

## Estreno y recepción
Lo tuyo y tú se exhibió en septiembre de 2016 en la sección Masters del 41.º Festival Internacional de Cine de Toronto. Pocos días después en el mismo mes se presentó en el 64.º Festival Internacional de Cine de San Sebastián, donde fue premiada con la Concha de Plata al mejor director. También se exhibió en octubre en el Festival de Cine de Nueva York, así como posteriormente en el 18.º Festival Internacional de Cine de Río de Janeiro, el 24.º Festival de Cine de Hamburgo y el 35.º Festival de Cine de Vancouver.
Se estrenó en sala en su país el 10 de noviembre de 2016. Se distribuyó en Estados Unidos a partir de junio de 2020.

### Taquilla
Fue vista en Corea del Sur por 18 188 espectadores, y recaudó el equivalente a 127 072 dólares norteamericanos.

### Crítica
Jordi Costa (El País) señala que la película puede contar historias muy diversas a cada espectador, pero él la ha visto como «casi un relato épico de reconquista del amor puro por parte de un personaje que se auto-somete a un viacrucis de desintegración –y reconstrucción- de su propia identidad. Y de su inocencia.»
Scott Tobias (Variety) define la película como «una alegoría sabia y suavemente absurda sobre la mejor manera de abordar las relaciones», y la pone en relación con Ese oscuro objeto del deseo, como una «inversión inspirada» de esta, pues si en el filme de Buñuel dos actrices interpretan el mismo personaje, en Yourself and Yours la protagonista presenta, o eso parece, múltiples versiones de sí misma. Según Tobias, «la conclusión inmensamente satisfactoria insinúa la posibilidad del amor como un recurso renovable, siempre que ambos socios sean flexibles a términos diferentes».
Sin embargo, Antonio Trashorras (Fotogramas) niega que haya conexiones temáticas, narrativas o tonales entre la cinta de Buñuel y esta «divertida y enigmática» película, más allá de la admiración que por el director aragonés pueda sentir Hong Sang-hoo, al que Trashorras considera «un cronista de los desajustes pasionales impregnados de misteriosa subjetividad que con esta obra sigue engrosando una de las filmografías más personales e imprescindibles del presente siglo».
Pablo Taboada (Cinemanía) señala que, «sin ser su película más elaborada, sigue siendo un juguete con el que sabe cómo manejar las riendas de la narrativa sin apenas esfuerzo, cogiendo a cuatro personajes y poniéndolos a hablar aquí y allá mientras que la historia se construye sobre las anécdotas».
Stephen Dalton (The Hollywood Reporter) considera la película como un «experimento ligero y prolijo de realismo mágico» que difícilmente ganará adeptos para su director Hong Sang-hoo, ya que a su «discreto encanto» se oponen algunos tics estilísticos de aficionado, así como lo prolijo y estático de muchas escenas, con un abuso del diálogo.

## Premios y candidaturas
| Año  | Premio                          | Categoría                        | Candidato     | Resultado | Ref.   |
| ---- | ------------------------------- | -------------------------------- | ------------- | --------- | ------ |
| 2016 | Festival de San Sebastián       | Concha de Plata (mejor director) | Hong Sang-hoo | Ganador   | [ 8 ]  |
| 2017 | 4.º Festival de Cine Wildflower | Mejor actriz                     | Lee Yoo-young | Nominada  | [ 14 ] |